# Rudolf Manuwald
Rudolf Manuwald (* 11. Februar 1916 in Annaberg; † 10. Dezember 2002 in Annaberg-Buchholz) war ein deutscher Maler, Grafiker und Metallgestalter.

## Leben
Nach dem Besuch der Volksschule und des Realgymnasiums in Annaberg war Manuwald als Schaufensterdekorateur und Reklamemaler tätig. Zum anerkannten Künstler, hauptsächlich im Raum Erzgebirge, entwickelte er sich autodidaktisch.
Nach 1945 beschäftigte er sich freischaffend als Maler und Grafiker. Er war 1948 auf der 3. Ausstellung Erzgebirgischer Künstler in Freiberg und 1963 in Karl-Marx-Stadt auf der Ausstellung 10 Jahre Architektur, bildende Kunst und bildnerisches Volksschaffen in Karl-Marx-Stadt vertreten. Ab 1952 war er Mitglied des Verbandes Bildender Künstler der DDR, ab 1992 Mitglied im Chemnitzer Künstlerverband und im Annaberger Atelier.
Seine Werke wurden u. a. in Freiberg, Karl-Marx-Stadt, Berlin, Ahrenshoop, Halle und Prag ausgestellt.
Er erhielt zweimal die Johannes-R.-Becher-Medaille Für ausgezeichnete Leistungen.
Seine Arbeiten finden sich u. a. in der Löwen-Apotheke in Annaberg-Buchholz, im Speiseraum des Kulturhauses Lauter, in Kultur- und Industriebauten in Zschopau, Geyer und Chemnitz  sowie in Ferienheimen (jetzt zum Teil Hotels) in Oberwiesenthal. Diese Werke entstanden oft auch in Zusammenarbeit mit dem Holzbildhauer Heinz Heger. Rudolf Manuwald beschäftigte sich auch mit dem Bedrucken von Stoffen und Gardinen.
Der aus mehr als 300 Kunstwerken bestehende Nachlass von Manuwald wurde im April 2007 von seinem Sohn Olaf der Sammlung Erzgebirgische Landschaftskunst im Schloss Schlettau als Schenkung überlassen.

## Werke (Auswahl)
- Arbeitseinsatz beim Talsperrenbau Cranzahl (1950, Holzschnitt)[4][5]
- Lebensfreude in Alter (1952, Holzschnitt)[6][5]
- Vor Ort (1952, Holzschnitt)[7][5]